# Batman Begins (videojuego)
Batman Begins es un videojuego de acción y aventuras basado en la película de mismo nombre y protagonizado por Batman, uno de los más famosos héroes de DC Comics. El videojuego fue desarrollado por Eurocom y publicado por Electronic Arts en conjunto con Warner Bros. Interactive Entertainment y DC Comics. El juego fue lanzado para las consolas Xbox, PlayStation 2, Nintendo GameCube y Game Boy Advance. Llegó al mercado el 14 de junio de 2005 en Estados Unidos y el 17 de junio de 2005 en Europa.

## Juego
El juego posee un sistema de intimidación único y, considerando que la mayoría de juegos de superhéroes requieren sencillos combates, Batman Begins se caracteriza por la utilización del medio ambiente para intimidar a sus oponentes. Algunos gadgets diseñados para intimidar a los enemigos son por ejemplo granadas de humo, granadas cegadoras y un "HP Transponder", el cual convoca a murciélagos y los reúne en torno a los enemigos para intimidarlos. También existen muchas maneras para incapacitar a los enemigos mediante el sigilo o el uso de diversas técnicas de lucha.

## Historia
El juego se adhiere a la trama de la película muy de cerca, con ligeras modificaciones y más de 20 clips de la película que dan contexto a la historia. Por ejemplo, una alternativa se presenta cerca del final, cuando Batman se ve obligado a detonar el Batmovil con el fin de destruir la pista de monorriel y evitar con ello que Ra's Al Ghul pueda llegar a la Torre Wayne con el emisor de microondas a gran escala; en la película es el Detective Gordon quien utiliza los misiles del Batmovil para destruir la pista de monorriel.

## Reparto
- Bruce Wayne/Batman (doblado por Christian Bale): Un multimillonario industrial y filántropo. Cuando era tan solo un niño, fue testigo del asesinato de sus padres. Este hecho le dio la suficiente determinación para formar su cuerpo y su mente en su madurez y convertirse posteriormente en Batman.
- Alfred Pennyworth (doblado por Michael Caine): Incansable mayordomo, asistente y confidente de Batman, además de ser la figura paterna de éste. En el juego, es el vínculo de Batman sobre la información externa y le ayuda siempre que puede.
- Henri Ducard/Ra's Al Ghul (doblado por Liam Neeson): El hombre que ha entrenado a Bruce Wayne en el arte de la invisibilidad. Ra’s vuelve a la ciudad de Gotham en el clímax del juego en busca de venganza contra Batman y su ciudad.
- Rachel Dawes (doblado por Katie Holmes): La amiga de la infancia de Bruce, quien le ayuda a revelar la identidad psicópata y demente de Jonathan Crane.
- Carmine Falcone (doblado por Tom Wilkinson): El intocable señor del crimen de la ciudad de Gotham, primer objetivo de Batman en su lucha contra el crimen.
- Jonathan Crane/Scarecrow (doblado por Cillian Murphy): Pluriempleado como un especialista psiquiatra. Crane, de hecho, está probando su única toxina del temor en los reclusos de "Arkham Asylum".
- Lucius Fox (doblado por Morgan Freeman): Un trabajador de las Empresas Wayne en la sección de Ciencias Aplicadas que le proporciona a Bruce Wayne sus armas y su equipo en su lucha contra el crimen.
- Ra's Al Ghul (imitador) (doblado por Ken Watanabe): Fantasma de Ra’s Al Ghul utilizado como señuelo.
- Victor Zsasz (doblado por Tim Booth): Un sádico asesino en serie suelto de "Arkham Asylum". Batman debe detenerlo antes de que marque otra muerte en su piel.
- Det. Arnold Flass (doblado por Mark Boone Junior): Un policía corrupto de la ciudad de Gotham. Flass está en la toma y en los lugares de interés de Dark Knight.

## Crítica
A pesar de que muchos criticaron el juego por ser lineal y tener una inteligencia artificial poco realista, el juego en general recibió una nota media. Nintendo Power Magazine calificó al juego con una nota de 6,5 sobre 10. Por otro lado, Gamespot mencionó que el juego se sentía como una combinación de otros diversos juegos populares. El juego recibió además el premio G4 "Best Graphics on PS2 and Xbox".